# Mankayane
Mankayane – miasto w Eswatini, w dystrykcie Manzini.